# Dolní Vilímeč
Dolní Vilímeč (en allemand : Unter Wilimetsch) est une commune du district de Jihlava, dans la région de Vysočina, en République tchèque. Sa population s'élevait à 96 habitants en 2024.

## Géographie
Dolní Vilímeč se trouve à 8 km au sud-est de Telč, à 30 km au sud-sud-ouest de Jihlava et à 131 km au sud-est de Prague.
La commune est limitée par Zvolenovice au nord, par Vystrčenovice au nord-est, par Nová Říše à l'est, par Červený Hrádek au sud, et par Strachoňovice à l'ouest.

## Histoire
La première mention écrite de la localité date de 1349.

## Transports
Par la route, Dolní Vilímeč se trouve à 8,5 km au sud-est de Telč, à 36 km de Jihlava et à 168 km de Prague.